# سامسونگ گلکسی سری آ
سری سامسونگ گلکسی A مجموعه ای از گوشی‌های هوشمند و تبلت‌های میان رده است که توسط سامسونگ الکترونیکس به عنوان بخشی از خط تولید گلکسی تولید می‌شوند. اولین مدل از این سری، نسل اول گلکسی آلفا بود که در ۳۱ اکتبر ۲۰۱۴ عرضه شد.
پس از معرفی سری گلکسی آ در سال ۲۰۱۷، سامسونگ اعلام کرد که امیدوار است تا ۲۰ میلیون گوشی هوشمند سری گلکسی A را بفروشد و مشتریان اروپا، آفریقا، آسیا، خاورمیانه و آمریکای لاتین را هدف قرار دهد.
از سال ۲۰۲۰، اکثر مدل‌های سری گلکسی A در اکثر کشورها در دسترس هستند. Galaxy Tab A نیز بخشی از سری A است و در اکثر کشورها نیز موجود است.
نام "Galaxy A" برای اولین بار در Samsung SHW-M100S ظاهر شد که در سال ۲۰۱۱ به‌طور انحصاری برای بازار کره جنوبی منتشر شد و با نام Samsung Anycall Galaxy A شناخته می‌شود. این یک دستگاه میان رده بود و بسیار پایین‌تر از پرچمدار سامسونگ گلکسی اس قرار داشت.

## جدول زمانی

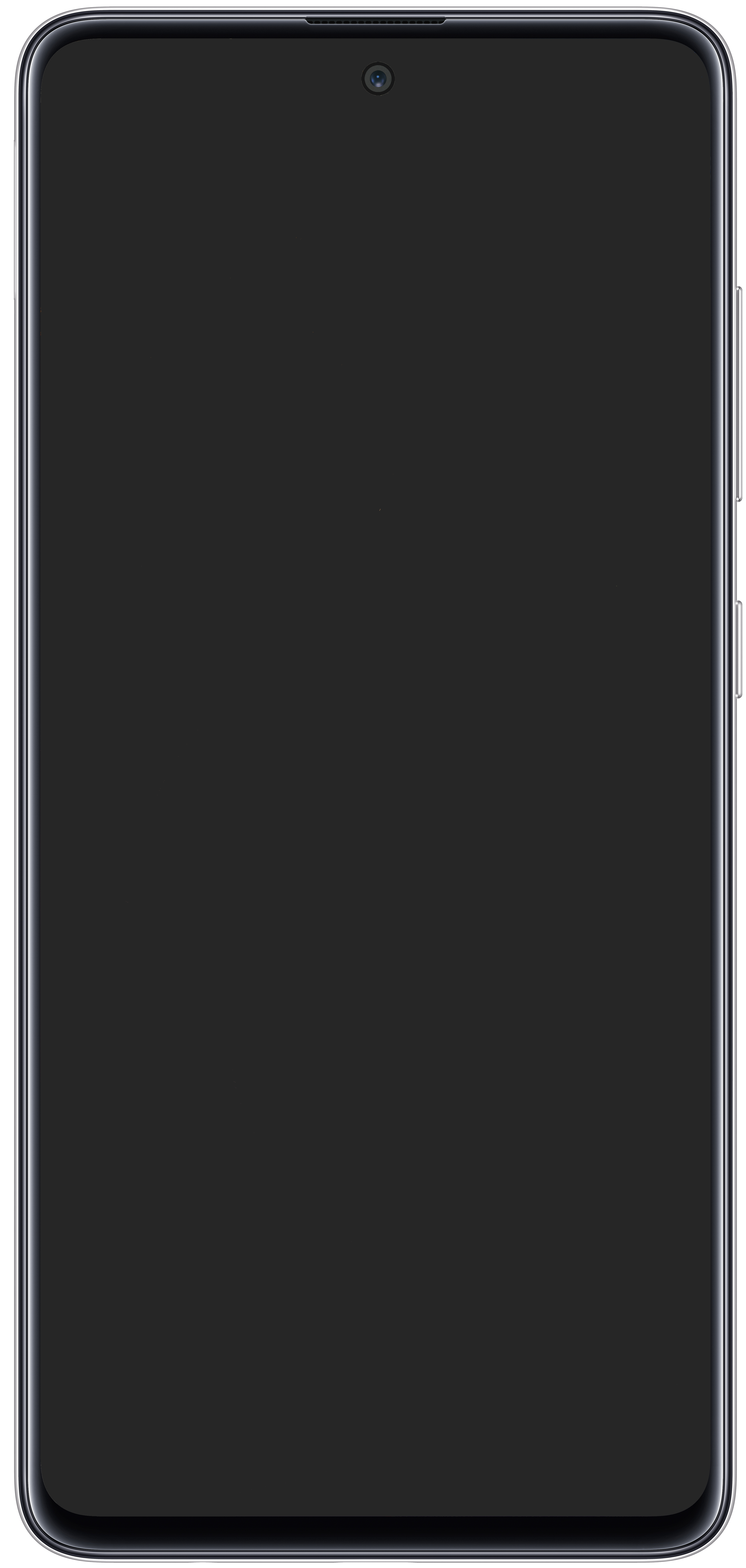
سامسونگ گلکسی A51 از نمای جلو.

| ۲۰۱۴ | سامسونگ گلکسی آلفا     |
| ۲۰۱۵ | سامسونگ گلکسی آ (۲۰۱۵) |
| ۲۰۱۶ | سامسونگ گلکسی آ (۲۰۱۶) |
| ۲۰۱۷ | سامسونگ گلکسی آ (۲۰۱۷) |
| ۲۰۱۸ | سامسونگ گلکسی آ (۲۰۱۸) |
| ۲۰۱۹ | سامسونگ گلکسی Ax0      |
| ۲۰۲۰ | سامسونگ گلکسی Ax1      |
| ۲۰۲۱ | سامسونگ گلکسی Ax2      |
| ۲۰۲۲ | سامسونگ گلکسی Ax3      |
| ۲۰۲۳ | سامسونگ گلکسی Ax4      |
| ۲۰۲۴ | سامسونگ گلکسی Ax5      |
| ۲۰۲۵ | سامسونگ گلکسی Ax6      |

### سری سامسونگ گلکسی آلفا و A (2015)
سامسونگ گلکسی آلفا در ۱۳ اوت ۲۰۱۴ معرفی و در سپتامبر ۲۰۱۴ عرضه شد. گلکسی آلفا اولین گوشی هوشمند سامسونگ است که دارای قاب فلزی و مواد درجه یک تر است، اگرچه ظاهر فیزیکی باقی مانده آن هنوز شبیه مدل‌های قبلی مانند سامسونگ گلکسی اس۵ است. همچنین از کوالکام اسنپ‌دراگون ۸۰۱ یا سیستم روی تراشه جدید اگزینوس ۵۴۳۰ سامسونگ استفاده می‌کند که اولین سیستم روی تراشه موبایلی است که از فرایند تولید ۲۰ نانومتری استفاده می‌کند. با این حال، گلکسی آلفا نقدهای متفاوتی دریافت کرد: اگرچه به دلیل کیفیت ساخت و طراحی بالاتر آن در مقایسه با ساختار پلاستیکی کاربردی مدل‌های قبلی گلکسی تحسین شد، این دستگاه به دلیل مشخصات متوسط آن در مقایسه با گلکسی S5 پرچمدار مورد انتقاد قرار گرفت. به دلیل عدم مقاومت در برابر آب، صفحه نمایش با وضوح پایین‌تر (720p در مقابل 1080p) و عدم وجود اسلات MicroSD برای ذخیره‌سازی قابل ارتقا. آلفا همچنین با قیمتی بسیار بالا برای چیزی که برخی آن را یک گوشی هوشمند میان رده می‌دانستند، عرضه شد

#### سامسونگ گلکسی تب A
در مارس ۲۰۱۵، سامسونگ سری گلکسی تب A را با نمایشگرهای ۸٫۰ اینچی و ۹٫۷ اینچی، قلم S Pen و همچنین برنامه‌های از پیش بارگذاری شده سامسونگ معرفی کرد. ویژگی S Pen در سری Galaxy Tab A، اولین دستگاه گلکسی سامسونگ را می‌سازد که به قلم سامسونگ خارج از سری Note مجهز شده است.
سری Samsung Galaxy A (2016)
ویژگی‌های جدیدی در سری گلکسی A 2016 معرفی شد که شامل بدنه فلزی و شیشه‌ای، NFC که از Samsung Pay پشتیبانی می‌کند، ویژگی شارژ سریع تطبیقی سامسونگ و افزایش عمر باتری را شامل می‌شود. سری گلکسی A (2016) بسیار شبیه به گلکسی اس ۶ و گلکسی نوت ۵ هستند که به ترتیب در آوریل ۲۰۱۵ و اوت ۲۰۱۵ عرضه شدند.

### سامسونگ گلکسی سری آ (۲۰۱۷)
در ژانویه ۲۰۱۷، سامسونگ از نسخه ۲۰۱۷ سری گلکسی A رونمایی کرد. ویژگی‌های جدید بهبود یافته عبارتند از: دوربین ۱۶ مگاپیکسلی جلو و عقب، صفحه نمایش شیشه ای سه بعدی (مشابه سامسونگ گلکسی اس۶ edge+، سامسونگ گلکسی نوت ۵ و سامسونگ گلکسی اس۷)، سنسور فشارسنج و ژیروسکوپ و گواهی IP68 برای آب و گرد و غبار.
طراحی جدید این سری بسیار شبیه به گلکسی S7 و S7 Edge است که در مارس ۲۰۱۶ منتشر شد این سری از سه مدل گلکسی A3، گلکسی A5 و گلکسی A7 تشکیل شده است. این آخرین سری گلکسی A بود که از رابط کاربری تاچ‌ویز استفاده کرد.

### سامسونگ گلکسی سری آ (۲۰۱۸)
سری گلکسی آ ۲۰۱۸ بسیاری از ویژگی‌های سطح بالا را برای اولین بار در مجموعه گلکسی A معرفی می‌کند، از جمله دوربین چند لنز، نمایشگر بی‌نهایت، شارژ سریع تطبیقی، و طراحی اصلاح‌شده. این سری از رابط کاربری سامسونگ اکسپرینس برگرفته از سامسونگ گلکسی اس۸ و سامسونگ گلکسی نوت ۹ استفاده می‌کند. این سری شامل هفت مدل است: سامسونگ گلکسی آ۶، سامسونگ گلکسی آ۶+، سامسونگ گلکسی A7 (2018)، سامسونگ گلکسی A8 (2018)، سامسونگ گلکسی A8 (2018)، Galaxy A8 Star و سامسونگ گلکسی A9 (2018).

### سامسونگ گلکسی سری Ax0
سامسونگ سری گلکسی آ ۲۰۱۹ را در فوریه ۲۰۱۹ با سری گلکسی M معرفی کرد. در کنار انحصاری آنلاین Galaxy M Series. برخلاف تمام مدل‌های قبلی، خط تولید به نام‌گذاری دو رقمی جدیدی تغییر می‌کند که برای اولین بار در گلکسی S10 معرفی شد. ویژگی‌های سطح بالاتری را که قبلاً در سری گلکسی A 2018 معرفی شده بود، با چندین پیشرفت، در کنار نمایشگر بریدگی قطره‌ای (که در سری گلکسی M نیز معرفی شد)، ظرفیت باتری بالاتر، SoCهای جدیدتر و ظرفیت حافظه بالاتر، حفظ می‌کند. ویژگی تثبیت‌کننده ویدیو پس از حذف از سری Galaxy A 2017 بازگشت، اما رتبه IP67 در مدل‌های بالاتر حذف شد. این مجموعه، به جز A2 Core، دارای رابط کاربری One UI مطابق با سری S10 است. این سری شامل بیش‌ترین مدل‌های سری گلکسی A با نوزده مدل است. سری گلکسی M برخلاف تمام مدل‌های قبلی، خط بندی به نامنامه دو رقمی جدید تغییر می‌کند که برای اولین بار در گلکسی S10 معرفی شد.
این سری شامل گلکسی A2 Core, گلکسی A10e, گلکسی A10, گلکسی A10s, گلکسی A20, گلکسی A20s, گلکسی A30, گلکسی A30s, گلکسی A40, گلکسی A40s, گلکسی A50, گلکسی A50s, گلکسی A60, گلکسی A70, گلکسی A70s, گلکسی A80 و گلکسی A90 می‌شد.

### سامسونگ گلکسی سری Ax1
سامسونگ سری ۲۰۲۰ گلکسی آ را چند ماه پس از انتشار رفرش میان نسلی سری ۲۰۱۹ (آنهایی که پسوند "s" دارند) معرفی کرد. این سری ویژگی‌های جدیدی مانند طراحی هندسی، SoCهای جدیدتر و سریع‌تر (در مقایسه با نسل قبلی خود)، نمایشگر سوراخ‌دار (در برخی از دستگاه‌ها) و افزایش رم و گزینه‌های ذخیره‌سازی را به همراه داشت. این سری شامل یازده مدل است - گلکسی A01 Core, سامسونگ گلکسی آ۰۱، سامسونگ گلکسی آ۱۱، گلکسی A21، سامسونگ گلکسی آ۲۱ اس، سامسونگ گلکسی آ۳۱، گلکسی A41، سامسونگ گلکسی آ۵۱، سامسونگ گلکسی آ۷۱، گلکسی A51 5G و گلکسی A71 5G. گلکسی A01 Core دومین مدل فوق‌العاده اقتصادی در سری گلکسی A بود، اولین مدل گلکسی A2 Core 2019 بود.

### سامسونگ گلکسی سری Ax2
سامسونگ سری گلکسی آ ۲۰۲۱ را در سپتامبر ۲۰۲۰ معرفی کرد. این سری گزینه‌های حافظه رم و فضای ذخیره‌سازی، ارتقای دوربین‌های مختلف، تثبیت‌کننده اپتیکال تصویر در مدل‌های سطح بالاتر و 5G را در طیف وسیع‌تری از مدل‌ها افزایش داده است که برخی از آن‌ها دارای صفحه نمایش بزرگ‌تری نسبت به همتایان LTE هستند. همچنین از SoCهای اگزینوس به نفع کوالکام و مدیاتک فاصله می‌گیرد، زیرا SoCهای اگزینوس اکنون فقط بر روی مدل‌های پرچمدار متمرکز شده‌اند. رتبه IP67 برای مدل‌های بالاتر پس از غیبت در دو نسل قبلی بازگشت. این سری شامل سیزده مدل است. این سری در حال حاضر شامل سیزده مدل است که شامل گلکسی A02، گلکسی A02s، گلکسی A12 ، گلکسی A22، گلکسی A22 5G، سامسونگ گلکسی آ۳۲، سامسونگ گلکسی آ۳۲ 5G، سامسونگ گلکسی آ۴۲ ۵جی، سامسونگ گلکسی آ۵۲، سامسونگ گلکسی آ۵۲ 5G و سامسونگ گلکسی آ۷۲ است.

### سامسونگ گلکسی سری Ax3
سامسونگ سری گلکسی آ ۲۰۲۲ را در اوت ۲۰۲۱ معرفی کرد. این سری صفحه نمایش‌های بزرگتر (در هر دو نسخه LTE و 5G در مقایسه با نسل قبلی که فقط برای نسخه‌های 5G رزرو شده بود)، ارتقاء دوربین‌های مختلف، بازگشت گزینه رنگ دستگاه هلو پس از غیبت در دو نسل قبلی و بازگشت ارائه شد. از چیپست‌های اگزینوس (برای A33 و A53) پس از آخرین استفاده از آن در A51 و A71. این سری از ده مدل تشکیل شده است که در مقایسه با سری Ax0 روند خط تولید کوچکتر را ادامه می‌دهد. این سری در حال حاضر از ده مدل یا احتمالاً بیشتر بسته به کشور یا منطقه تشکیل شده است. که شامل Galaxy A03 Core، سامسونگ گلکسی آ۰۳، سامسونگ گلکسی آ۰۳اس، سامسونگ گلکسی آ۱۳، سامسونگ گلکسی آ۱۳ 5G، سامسونگ گلکسی آ۲۳، سامسونگ گلکسی آ۲۳ 5G، سامسونگ گلکسی آ۳۳ ۵جی، سامسونگ گلکسی آ۵۳ ۵جی، سامسونگ گلکسی آ۷۳ ۵جی است.

### سامسونگ گلکسی سری Ax4
سامسونگ سری ۲۰۲۳ گلکسی آ را در سال ۲۰۲۲ معرفی کرد. این سری از هشت مدل تشکیل شده است. برای اولین بار در خط A1x دارای صفحه نمایش 1080p است. این سری در حال حاضر از هشت مدل یا احتمالاً بیشتر بسته به کشور یا منطقه تشکیل شده است. این سری شامل گلکسی A04e، گلکسی A04، گلکسی A04s، سامسونگ گلکسی آ۱۴، سامسونگ گلکسی آ۱۴ ۵جی، گلکسی A24، گلکسی A34 5G، سامسونگ گلکسی آ۵۴ ۵جی است.

### سامسونگ گلکسی سری Ax5
سامسونگ سری ۲۰۲۴ گلکسی آ را در سال ۲۰۲۳ معرفی کرد. این سری برای اولین بار یک صفحه نمایش Super AMOLED در خط A1x، شارژ فوق سریع (۲۵ وات) در مدل‌های پایین‌تر و طراحی "Key Island" (به جز خط A0x) معرفی کرد. این سری همچنین یک قاب فلزی را برای اولین بار در سری A5x معرفی می‌کند. این سری در حال حاضر از هفت مدل یا احتمالاً بیشتر بسته به کشور یا منطقه تشکیل شده است. این سری شامل گلکسی A05، گلکسی A05s، گلکسی A15، گلکسی A15 5G، گلکسی A25 5G، گلکسی A35 5G، گلکسی A55 5G است.

### سامسونگ گلکسی سری Ax6
سامسونگ سری ۲۰۲۵ گلکسی آ را در سال ۲۰۲۴ معرفی کرد. سامسونگ برای اولین بار سنسور اثر انگشت را در خط معمولی A0x معرفی کرد. همچنین پشتیبانی نرم‌افزاری را افزایش می‌دهد و گلکسی A16 5G اولین دستگاه سری A است که ۶ سال ارتقاء نرم‌افزاری دریافت می‌کند. این سری در حال حاضر از دو مدل یا احتمالاً بیشتر بسته به کشور یا منطقه تشکیل شده است. این سری شامل گلکسی A06، گلکسی A06 5G، گلکسی A16، گلکسی A16 5G، گلکسی A26 5G، گلکسی A36 5G، گلکسی A56 5G است.